# Самара (женский баскетбольный клуб)
«Самара» — российский женский баскетбольный клуб из Самары. Выступает в Премьер-лиге и Кубке России.

## История
Летом 2019 года, при поддержке президента Федерации баскетбола Самарской области Владимира Аветисяна, министра спорта региона Дмитрия Шляхтина и президента баскетбольного клуба «Самара» Камо Погосяна, с учётом мнения ведущих специалистов было принято решение о создании полноценного женского подразделения. Главным тренером команды был назначен Виктор Курильчук, вторым тренером стал Александр Гаршин.
17 сентября 2019 года «Самара» провела свой первый в истории официальный матч. В игре предварительного этапа Кубка России с ногинским «Спартаком-2» самарская команда добилась крупной победы со счетом 69:26.
По итогам регулярного сезона 2019/2020 «Самара» заняла 1 место, выиграв 25 матчей из 28 и опередив на 5 побед ставшую второй «Надежду-2». Победив в 1/4 финала новосибирское «Динамо-2», а в 1/2 финала ростовский «Пересвет», баскетболистки «Самары» вышли в финал, где должны были встретиться с «Надеждой-2». Накануне финальных матчей РФБ приняла решение приостановить все российские баскетбольные соревнования из-за угрозы распространения коронавирусной инфекции. 27 марта 2020 года на заседании Исполкома РФБ было принято решение завершить сезон в Суперлиге-2, при этом финалисты заняли места согласно результатам регулярного чемпионата. В итоге чемпионом Суперлиги-2 в сезоне 2019/2020 стала «Самара».
Перед сезоном 2020/2021 «Самара» заявилась в Суперлигу-1 и заняла третье место по итогам регулярного чемпионата, что позволило ей стать одним из участников финала четырёх, который волжанки приняли на своём паркете. В полуфинале «Самара» одержала победу над «Спартаком» из Санкт-Петербурга — 71:59, а в финале уступила «Ростов-Дон-ЮФУ» — 61:87. Самым результативным игроком финала стала Анна Зайцева, набравшая 34 очка и ставшая четырёхкратным чемпионом и трёхкратным MVP Суперлиги-1.
С сезона 2021/2022 «Самара» выступает в Премьер-лиге.

## Результаты выступлений
| Сезон     | Премьер-лига | Суперлига-1 дивизион | Суперлига-2 дивизион | Кубок России |
| --------- | ------------ | -------------------- | -------------------- | ------------ |
| 2019/2020 | —            | —                    | Чемпион              | 1/8 финала   |
| 2020/2021 | —            | 2 место              | —                    | —            |
| 2021/2022 | 9 место      | —                    | —                    | 1/4 финала   |
| 2022/2023 | 5 место      | —                    | —                    | 1/4 финала   |
| 2023/2024 | Участие      | —                    | —                    | 3 место      |

## Достижения

### Национальные турниры
Кубок России
- Бронзовый призёр: 2023/2024

Суперлига-1 дивизион
- Серебряный призёр: 2020/2021

Суперлига-2 дивизион
- Чемпион: 2019/2020

### Личные награды
Суперлига-2 дивизион
Самый ценный игрок
- 2019/2020 —  Ирина Киселёва[10]

Символическая пятёрка
- 2019/2020 —  Яна Митрофанова[10]

## Текущий состав
| \| Поз. \| № \| Гражд. \| Имя \| Дата рождения (возраст) \| Рост \| Вес \| Звание \| \| ---- \| -- \| ------ \| --------------------- \| ------------------------- \| ------ \| ----- \| ------ \| \| З \| 1 \| \| Дарья Курильчук \| 14 февраля 1998 (27 лет) \| 181 см \| 65 кг \| \| \| Ф \| 3 \| \| Екатерина Пивцайкина \| 28 августа 2005 (19 лет) \| 180 см \| 63 кг \| \| \| ЛФ \| 5 \| \| Елизавета Колотовкина \| 31 октября 2001 (23 года) \| 186 см \| 66 кг \| \| \| ТФ \| 6 \| \| Сабина Абайдуллина \| 2 апреля 1997 (28 лет) \| 187 см \| 74 кг \| \| \| Ф \| 9 \| \| Александра Марченкова \| 4 января 1994 (31 год) \| 185 см \| 79 кг \| \| \| З \| 10 \| \| Маргарита Золотухина \| 6 сентября 2007 (17 лет) \| 173 см \| 65 кг \| \| \| Ц \| 14 \| \| Екатерина Тихонова \| 8 июля 2008 (17 лет) \| 195 см \| 80 кг \| \| \| Ф \| 21 \| \| Татьяна Галанина \| 30 мая 2005 (20 лет) \| 180 см \| 65 кг \| \| \| АЗ \| 22 \| \| Ольга Новикова (К) \| 22 февраля 1994 (31 год) \| 180 см \| 67 кг \| \| \| ЛФ \| 32 \| \| Анна Зайцева \| 9 октября 1999 (25 лет) \| 181 см \| 74 кг \| \| \| Ц \| 47 \| \| Софья Трачук \| 27 июля 2005 (19 лет) \| 184 см \| 72 кг \| \| \| ЛФ \| 73 \| \| Анастасия Пиженко \| 7 апреля 2002 (23 года) \| 185 см \| \| \| \| З \| 77 \| \| Анна Кузнецова \| 18 ноября 2001 (23 года) \| 177 см \| \| \| | Главный тренер - Дмитрий Пивцайкин Ассистенты тренера - Александр Гаршин - Андрей Никулочкин - Марюс Ясевичюс Легенда - (К) — Капитан команды Последнее изменение: 4 марта 2025 года |             |                       |                           |        |       |        |
| Поз. | № | Гражд.      | Имя                   | Дата рождения (возраст)   | Рост   | Вес   | Звание |
| З | 1 | Флаг России | Дарья Курильчук       | 14 февраля 1998 (27 лет)  | 181 см | 65 кг |        |
| Ф | 3 | Флаг России | Екатерина Пивцайкина  | 28 августа 2005 (19 лет)  | 180 см | 63 кг |        |
| ЛФ | 5 | Флаг России | Елизавета Колотовкина | 31 октября 2001 (23 года) | 186 см | 66 кг |        |
| ТФ | 6 | Флаг России | Сабина Абайдуллина    | 2 апреля 1997 (28 лет)    | 187 см | 74 кг |        |
| Ф | 9 | Флаг России | Александра Марченкова | 4 января 1994 (31 год)    | 185 см | 79 кг |        |
| З | 10 | Флаг России | Маргарита Золотухина  | 6 сентября 2007 (17 лет)  | 173 см | 65 кг |        |
| Ц | 14 | Флаг России | Екатерина Тихонова    | 8 июля 2008 (17 лет)      | 195 см | 80 кг |        |
| Ф | 21 | Флаг России | Татьяна Галанина      | 30 мая 2005 (20 лет)      | 180 см | 65 кг |        |
| АЗ | 22 | Флаг России | Ольга Новикова (К)    | 22 февраля 1994 (31 год)  | 180 см | 67 кг |        |
| ЛФ | 32 | Флаг России | Анна Зайцева          | 9 октября 1999 (25 лет)   | 181 см | 74 кг |        |
| Ц | 47 | Флаг России | Софья Трачук          | 27 июля 2005 (19 лет)     | 184 см | 72 кг |        |
| ЛФ | 73 | Флаг России | Анастасия Пиженко     | 7 апреля 2002 (23 года)   | 185 см |       |        |
| З | 77 | Флаг России | Анна Кузнецова        | 18 ноября 2001 (23 года)  | 177 см |       |        |

## Главные тренеры
- 2019—2020  Виктор Курильчук
- 2020—2021  Александр Гаршин[11]
- 2021—2022  Дмитрий Донсков[12]
- 2022—2023  Игорь Грачёв[13]
- 2023—н.в.  Дмитрий Пивцайкин[14]

## Капитаны команды
- 2019—н.в.  Яна Митрофанова